# Gong
El gong és un instrument de percussió. Encara que és popularment conegut com a xinès la paraula és d'origen malai. Es tracta d'un gran disc metàl·lic (habitualment, de bronze) amb les vores corbades (generalment cap a dins), que es percudeix amb un mall. El gong generalment se suspèn verticalment d'un suport, com un marc de fusta.
La majoria tenen una protuberància en el centre, situant el punt en què s'ha de colpejar i que serà el punt d'origen de la vibració que genera el so, en general, greu i lúgubre. No obstant això, tot i ser un instrument relativament gran, té moltes possibilitats de matisos.
El gong pot estar afinat o no, per la qual cosa, pot generar tant sons determinats com indeterminats.

## Etimologia
Segons l'etimologia popular, «gong» és una paraula onomatopeica del javanès. Però no només de Java, ja que també apareix en moltes altres llengües austronèsiques. També es contradiu el fet que els indonesis tenen un bon sentit de l'ús del llenguatge onomatopeic i que la síl·laba «go-ng» no reprodueix el so de tornaveu que produeix un gong javanès. Aquesta és probablement una adaptació posterior a la llegua javanesa. Segons una altra derivació, que possiblement també sigui volgudament local, es diu que el «gong» es remunta al terme del tailandès khong. En una crònica xinesa de l'any 517 a.C. de la Dinastía Zhou gong significava el to bàsic de l'escala de set tons.
A l'antiga literatura javanesa, «gong» no significa idiòfon de metall, però «gubar» sí. Podria tractar-se d'un gong suspès per a la guerra, amb el corresponent so fort. Una imitació de so real és la paraula balinesa «girr», que significa so d'un gong; els balinesos es refereixen als seus diversos conjunts com a «gong» amb la adició corresponent.
A les antigues escriptures xineses de la Dinastia Sui- (581-618) i la Dinastia Tang (618-907) apareix el gu ('so curt'), van descriure tambors de membrana en general, però no idiòfons. Juntament amb el signe «tong» ("so llarg"), «tong-gu» significava grans tambors de pell amb cos metàl·lic. Presumiblement, es referien als del tipus «naqqara». La paraula javanesa «gu-ng» podria provenir de «tong-gu": «gu» seria el cop curt al tambor i «ng» el tornaveu metàl·lic

## Classificació
Els gongs suspesos es toquen amb martells i hi ha dues tipologies principals: discos plans amb vora corbada o sense, i gongs de mamil·la (amb una protuberància central). En general, com més gran és el gong, més gran i suau és el martell. A la música simfònica occidental, els gongs de cara plana es coneixen generalment com «tam-tams» per a distingir-los dels gongs. Aquí, el terme «gong» està reservat  només per als que tenen la protuberància. El gong ha estat un instrument xinès durant mil·lennis. El seu primer ús podria haver estat per donar senyals als pagesos al camp, ja que alguns gongs són prou potents com per ser escoltats des d'una distància de fins a 8 quilòmetres. Al Japó s'empren tradicionalment per a iniciar l'inici dels concursos de lluita de sumo.
Es pot preparar el so dels gongs plans de mida gran colpejant-los lleugerament abans del cop principal, que fa que millori en gran manera el so i que l'instrument «parli» abans, amb el retardament més curt perquè el so «floreixi» . Mantenir aquest cop inaudible requereix molta habilitat. Els gongs suspesos més petits es toquen amb baquetes de bambú o fins i tot baquetes de tipus occidental. La música contemporània i avantguardista, on es busquen sons diferents, utilitza sovint maces de fricció (que produeixen xiscles i harmònics), arcs de contrabaix (que produeixen tons llargs i harmònics), i varis instruments estridents (fusta/plàstic/metalls) per a produir els sons volguts.
Els gongs de roca són pedres grans colpejades amb pedres més petites per crear un so metàl·lic ressonant.

## Història

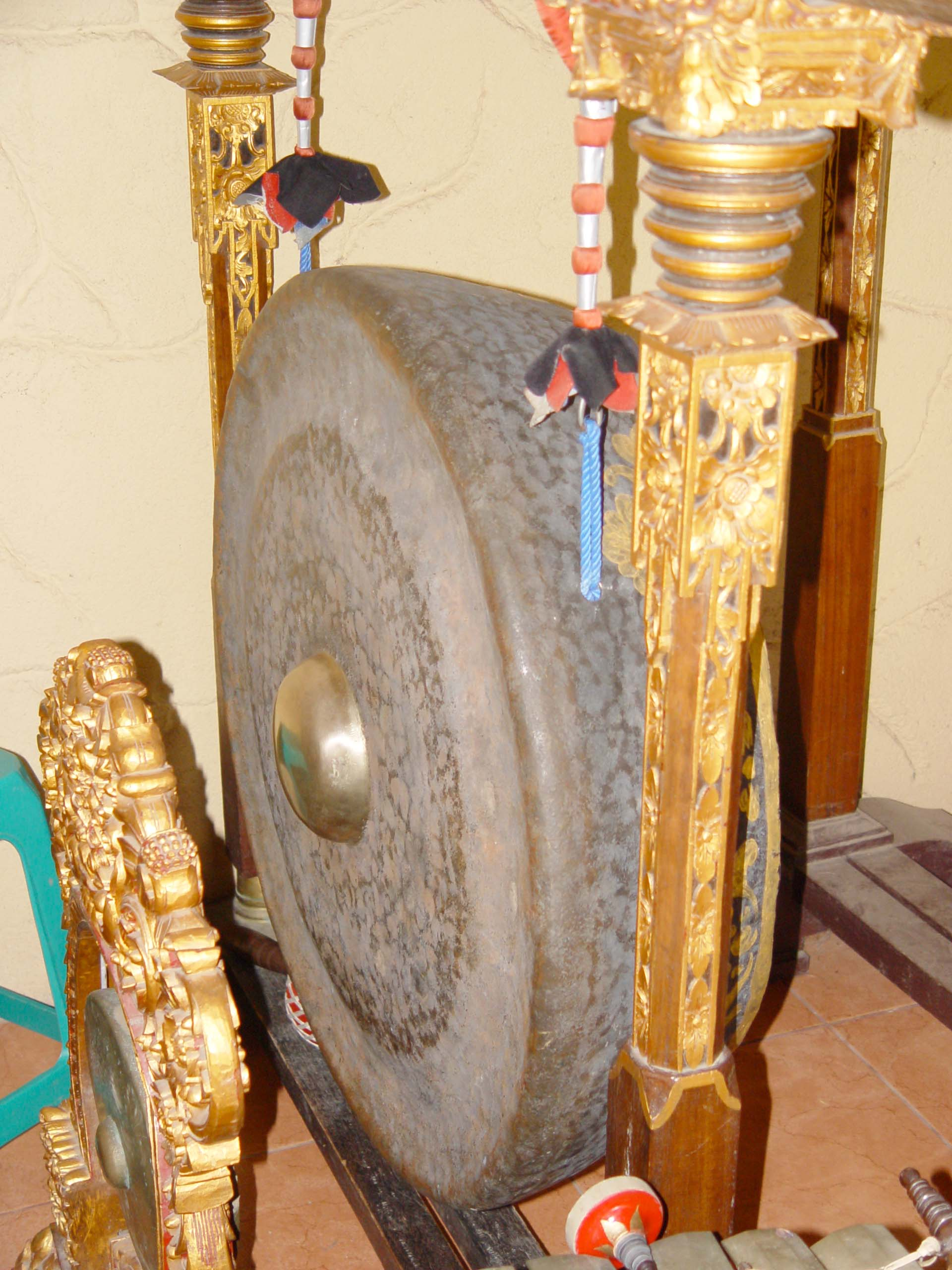
Gong de Bali, molt més ample que els habituals.

Els noms dels instruments «selslim» i «meziltajim» que apareixen varis cops a l'Antic Testament probablement es referien als címbals. En la traducció «I would be booming ore or a noiseisy timpani» (1 Corintios 13, 1), i en altres traduccions «ore» es reprodueix com a «gong». Possiblement hi havia a l'antiga Grècia un instrument de percussió si més no, similar a un gong. A la mitologia grega els homes joves colpejaven discos de metall per ofegar els crits dels nens Zeus. Els romans tenien campanes de mà, gongs i discos de metall que suspenien en un cordó estirat amb un forat central i servien com a instruments per emetre senyals. Un gong romà trobat entre 1877 i 1882 al condat de Wiltshire, al sud-est d'Anglaterra està datat del segle I o II d.C.
Es gongs xinesos més antics daten de l'època precristiana. Jaap Art (1956) creu que el gong és hel·lenístic (des del segle IV a.C.), des de la regió del Mediterrani oriental fins a la Xina. Com a origen assumí la «echeion» batuda en els antics rituals grecs de mort, que era potser un gong pla o un plat. En suport a aquesta teoria, utilitza el nom de l'Imperi Sassànida «laüt» (barbat) a la paraula grega barbitos per a un altre instrument de corda. La forma del llaüt sassànida fou de nou la base del llaüt xinès, pipa. Una primera troballa d'un gong pla a la regió de Guangxi està datada al període de la Dinastia Han (206 A.C. -220 D.C.). Mesura 22 centímetres de diàmetre en el centre pla i 32 centímetres incloent la vora corbada. El gong estava suspès de tres anells que atravessàven la vora. No se sap si hi havia relació entre els gongs més antics i altres tipus de gong. Altres gongs xinesos estaven en ús des de principis del segle vi i segons l'enciclopèdia «Tongdian» (completat el 801). per Àsia central. En fonts xineses del segle ix, els gongs apareixen sota el terme col·lectiu ‘'luo», un prefix caracteritza un cert tipus de gong (shaluo, zhengluo) o es refereix a la regió d'origen. Els gongs plans amb les vores estretes són comuns a la música xinesa d'avui i estan representats en el tractat Yue shu (vora el 1100) i tenen els noms de zheng, tongzheng o tongluo.
L'ús més antic d'un gong en una obra orquestral occidental és la «Marche lugubre» (1791) de François-Joseph Gossec Marche lugubre (1791) sobre la mort de Mirabeau. A continuació, l'òpera Romeu i Julieta de Daniel Steibelt, estrenada a París el 1793, Jean-François Lesueur, va fer Ossian, ou les Bardes de 1804, l'òpera de 1807, La Vestale de Gaspare Spontini, l'òpera Norma de Vincenzo Bellini estrenada el 1831 i l'òpera Robert le diable (1831) de Giacomo Meyerbeer. El gong també es va usar durant els funerals de Napoleó I, el 15 de desembre de 1840. Els grans tam-tams tenen una funció musical especial al final de la 6a simfonia de Txaikovski, estrenada el 1893, i a l'oratori «The Dream of Gerontius» d'Edward Elgar de 1900.
John Cage exigeix a First Construction (in Metal) de 1939 dotze gongs amb protuberància al mig, quatre gongs sobre coixins, un gong submergit en una banyera plena d'aigua, i un tam-tam. A «Rituel in memoriam Bruno Maderna» de Pierre Boulez (1975) un percussionista toca set gongs de protuberància i uns altres set tam-tams escalonats.

## Gongs plans
En la música popular, el gong pot ser una part més de la percussió, a les orquestres clàssiques se sol tocar un gong suspès, inspirat en el tam-tam xinès. El tam-tam de l'orquestra clàssica occidental té un diàmetre aproximat d'entre 90 i 100 centímetres i, rares vegades, arriba fins als 150. Els conjunts de percussió creen efectes amb ells colpejant-los fora del centre. Els gongs plans també es fan servir de forma concertada o terapèutica en la música new age per a generar una capa de so llarga. La música melòdica o rítmica no està pensada per a aquest tipus d'instrument.
En la música cerimonial japonesa de la cort, gagaku, el gong en forma de bol, anomenat shōko, es colpeja amb dos pals de fusta. Està relacionat amb el gong xinès zhenggu i s'ha conservant com un descendent dels gongs xinesos medievals.
En el nord de la Xina es conserva un gong amb forma de bol de 15 centímetres de diàmetre, ja esmentat al segle xvi, que es toca als pobles de la província Hebei i suspès en una petita estructura amb potes. Deu o més d'aquests gongs diatònics sintonitzats en un marc s'anomenen yunluo ('gong de núvol'). Un altre petit gong del sud de la Xina és el de 9 centímetres, anomenat jiaoluo ('gong de crida') sostingut amb la mà amb una corda, i encara més petit és el xiangzhan' (6 centímetres, «tassa de ressonància") a la província Fujian.
Els gongs corbats especials amb un centre pla produeixen un to que canvia després del toc. A l'Òpera de Pequín i altres estils d'òpera xina, el «xiaoluo», un petit gong de 22 centímetres de diàmetre, se sosté per la vora amb els dits i es toca amb una maça de fusta, pel que el to augmenta després de ser colpejat. El gong daluo és 30 centímetres més gran i està suspès amb una corda, el seu to disminueix després del toc. Als segles xvi i xvii es van emprar per primera vegada a l'òpera Kunqu.
Per a varis pobles indígenes Igorot de les zones muntanyenques de l'illa Luzón, del nord de les Filipines, els gongs plans de bronze són tradicionalment els únics instruments musicals utilitzats per a les cerimònies. Cada gong és colpejat individualment per un músic amb les seves mans o amb un pal. Sovint hi ha conjunts de quatre a set gongs, que es toquen per acompanyar els balls o que toquen els mateixos ballarins.
Els gongs plans són típics de la música índia, es toquen principalment en la música religiosa popular, però no són els gongs amb mamil·la. Es tracta, per exemple, del gong en forma de placa «jagate» (kannada) de llautó o ferro amb vora ampla i corbada en angle recte. S'utilitza en el ball del teatre yakshagana a Karnataka. El diàmetre del «jagate» és de quasi 20 centímetres, se subjecta amb la mà, suspès d'una corda i es colpeja amb una maça (kolu), que consisteix en un pal de fusta amb un gruixut cap de cotó. Les versions més petites també s'anomenen «gante». Una forma més antiga de gongs plans indis fou un disc de bronze circular i gruixut conegut com a semakkalam. Ghari (sànscrit) també podria haver designat un disc o haver estat un terme funcional per a descriure altres instruments de percussió de qualsevol tipus. Altres noms actuals per als gongs plans indis són ghariyaval (hindi), segandi (tamil) o seganta (telugu).
Al nord-est de l'Índia, els gongs amb mamil·la, o amb forma de bol o amb la vora corbada i els de la vora doblegada són molt comuns, aquests darrers amb els mizo (que donen el nom a l'estat de Mizoram) i els garo de Meghalaya]. Els garo utilitzen sis gongs plans i corbats de diferents mides, dits «rang», amb diàmetres d'11 a 32 centímetres, per fer música i rituals religiosos. El fet de tenir un «rang» és considerat un signe de prosperitat. Tots els «rang» són sostinguts amb la mà i colpejats amb una maça, serveixen com a companys del tambor dama o natik. Amb el rang agong es produeix un to greu i amb el rang bisa un to agut..
A la música iemenita existeix un gong pla que consisteix en una placa de coure, dit sahn nuhasi. Els minangkabau de Sumatra empren un plat pla similar (dulang en indonesi) en un ambient musical caracteritzat per gongs de mamil·la a Sitzen.
Els gongs s'utilitzen com a instruments per emetre senyals a les escoles (inici o final de classes), als partits de boxa (inici o final de les voltes), abans que existissin els anuncis d'altaveu a les estacions o com a senyal horària a la ràdio i televisió. En la litúrgia catòlica són un signe d'atenció a la missa.

## Gongs de mamil·la (protuberància)
La zona amb més representació de gongs de mamil·la es troba al sud-est asiàtic. Els gongs individuals o conjunts de gongs, que consisteixen en varis gongs suspesos un al costat de l'altre i que permeten fer melodies, són característics dels conjunts com Hsaing-waing, dels conjunts de Birmània, de l'orquestra Pi Phat de Tailàndia, de l'orquestra Pinpeat i Mohori de Cambodja i l'orquestra de Borneo, també el trobem en algunes illes d'Indonèsia, com Sumatra, i especialment al gamelan javanès i balinès, també dins l'estil kulintang del sud de les Filipines. Els conjunts de gong kulintangan i engkerumong a la part nord de Malàisia de Borneo estan relacionats amb el kulintang. En aquests conjunts, la sèrie de gongs melòdics es complementa rítmicament amb gongs individuals suspesos com el gong bandai, el tawak, el canang i el gong agung. La frontera occidental d'aquesta àrea -en gran part contigua- s'estén més enllà de Birmània fins a parts del Tibet al nord de l'Índia. Allà, el gong individual gran, dahpi, i un conjunt de tres gongs, dapu, s'estenen a través de la frontera des de Manipur i Mizoram fins a Birmània i Chittagong Hill Tracts. Al Thado de Manipur (Thadou), els gongs formen part del preu de la núvia.
A la música birmana els gongs de mamil·la s'anomenen «maung». Els instruments representatius reials solien ser «ngwe-maung» (gong de plata) i «shwe-maung» (gong d'or). Un cercle amb 21 gongs de mamil·la afinats es diu «kyi waing» o «kyi naung». Un altre cercle de gons birmans, maung zaing, consisteix en 18 o 19 gongs dividits en cinc marcs de fusta separats, disposats un al damunt de l'altre. Ocasionalment, de vegades se l'anomena erròniament «gong». Es tracta de plaques de llautó pla que són colpejades ritualment als monestirs birmans.
L'orquestra tailandesa de Piphat inclou el gong circular «khong wong yai» de 16 gongs de mamil·la, que tenen un diàmetre entre 12 i 16 centímetres i el cercle del gong lleugerament més agut, el «khong wonk lek», de 18 gongs més petits. El músic s'asseu enmig i utilitza dues maces amb els caps amb forma de disc. El diàmetre és de 125 centímetres pel primer instrument i d'uns 102 centímetres pel més petit. Fora de la música clàssica hi ha gongs simples a Tailàndia com el «pan» o «phan», que té una mamil·la més petita ("pentju")». Es toca juntament amb tambors i cimbals durant els funerals i festivales al temple. A la part nord-est del país Isan, el gong s'anomena phang hat. Té una mida d'uns 408 centímestres de diàmetre i es colpeja amb una maça encoixinada. El «gong mong» és un gran gong que es toca durant les cerimònies funeràries. Un cercle de gong a la música tailandesa de Laos ("khlong vong") compta amb fins a 11 gongs de mamil·la.
En el sud-est asiàtic continental, la zona d'expansió dels gongs de mamil·la a l'est s'estén a Tailàndia, Laos i Cambodja fins a arribar a les poblacions minoritàries del Vietnam. Entre els vietnamites del nord, els Muong, els gongs representen la dot més valuosa de la núvia i corresponen al valor de l'intercanvi d'un búfal o una vaca.
La música de la península de Malaca està influenciada al sud per immigrants tailandesos, indonesis i musummans dels països d'Orient. Els gongs marquen el ritme a la majoria dels conjunts tradicionals. El gong malai més gran és el tawak (també tetawak), que se suspèn verticalment per parelles. La sèrie de gongs de sis gongs suspesos horitzontalment canang acompanyen el teatreWayang «Kulit». També a danses de la cultura islàmica com el Zapin es toca un gong.
En el gamelan indonesi, la música clàssica de Java, Bali i Lombok, les fileres de gongs de mamil·la col·locats el costat dels metal·lòfons pertanyen als principals instruments melòdics. El bonang javanès és un marc fet amb una doble filera de gongs suspesos en dos cordes d'un marc de fusta. La contrapart de la música balinesa s'anomena «reyong». A l'antic gènere de gamelan balinès Gamelan Gong Gede, s'utilitza un «reyong» de quatre a sis gongs en doble fila, en el més conegut Gamelan Gong Kebyar d'avui dia el mateix instrument té dotze gongs. Una doble fila similar de gongs del Minangkabau a Sumatra, anomenada talempong o caklempong, també consisteix en dotze gongs, que a diferència de les altres files de gongs indonesis estan muntats en un marc i no es toquen estant asseguts al terra, sinó de peu. Al teatre «randai», un «talempong», es toquen junts una flauta de bambú i un tambor «gandang katindik». La forma més senzilla «calempung (penyelalu)», consisteix en cinc gongs que reposen damunt dues cordes estirades damunt una caixa de fusta, i la toquen dos músics de la província Riau asseguts un al davant de l'altre al terra. El repertori és el mateix que el del xilòfon gambang amb cinc plats de fusta.
En diverses parts de les Filipines, Indonèsia, a Kalimantan i a la península de Malàisia, els gongs tenen mides diferents, penjats verticalment, amb vores amples i amb fins a 60 centímetres de diàmetre. El més petit, «agung», té 27 centímetres de diàmetre i 4 centímetres de vora, el toca el grup tiruay a Mindanao.
Una característica especial la té el grup de quatre gongs ogung dels Toba-Batak al nord de Sumatra, utilitzats exclusivament per acompanyament rítmic. Pertanyen al conjunt cerimonial gondang sabangunan, en el que cinc tambors taganing afinats i una «saruna» actuen com a instruments melòdics.
El gran i profund so del gong ageng marca l'inici i el final de les llargues unitats musicals de la música javanesa i balinesa, així com de la música de Lombok. En una orquestra difícilment trobarem més d'un o dos «gong agung». Té una ressonància molt llarga. Els cicles musicals més curts estan marcats amb un conjunt de «gong suwukan» més petits de diferents tons.
El «kempur» és un gong amb un diàmetre d'entre 25 a 45 centímetres que penja de dues cordes en un marc de fusta del gamelan balinès, a Java i Lombok s'anomena kempul.

## Gongs perol
Els gongs de bronze del sud-est asiàtic poden tenir un significat sectari i representar un símbol de riquesa. Estan connectats amb els gongs d'Àsia Oriental, que sovint s'anomenen «tambor de bronze», degut a la forma exterior i als tambors dels Dong Son, al voltant de la meitat del primer mil·lenni a.C. J.J.M. de Groot va traduir el terme «timbals de bronze» per primera vegada el 1898 després de la paraula xinesa tonggu (de tong, «bronze, llautó, metall», i gu', «tambor"), l'etnòleg Franz Heger introduí quatre grups principals (d'ara endavant anomenats Heger I, II, III i IV) a la seva obra sobre el tambors metàl·lics del 1902. Aquestes designacions concorden amb les de Curt Sachs (1915), ja que segons la classificació Sachs-Hornbostel aquests objectes no són membranòfons. El 1915 Sachs proposà el terme «kesselgong» (gong perol) en lloc dels «instruments musicals de l'Índia i Indonèsia». Robert von Heine-Geldern volia mantenir el nom de tambors metàl·lics l'any 1932 per als objectes de culte trobats des d'Indonèsia fins Mongòlia, ja que són de forma exterior similar a la dels tambors de pell. A la classificació d'instruments musicals, la denominació dels gongs és problemàtica, ja que els gongs són essencialment forjats i els gongs perol fosos. El terme «tambor» per a un idiòfon també s'ha establert amb els tambors d'escletxa i els tambors metàl·lics (steel pan) de Trinitat i Tobago. En lloc de la membrana, el cos dels gongs perol està cobert amb una placa de bronze, decorada amb gravats molt elaborats. Una estrella al centre de la placa s'utilitza per als patrons geomètrics, en mig hi ha representacions de naus amb les ànimes dels morts (amb les que arriben al més enllà), cases, mamífers, peixos i éssers humans.
Tambors de bronze similars se segueixen emprant avui dia pels karen a la regió fronterera entre Tailàndia i Myanmar sota el nom de hpà si ('tambor de granota'). Són coneguts com a «tambors Karen» perquè són utilitzats pels karen i també com «tambors Shan» perquè els fan els shan. i els atorguen el do de fer ploure. A la vora exterior, igual que els tambors Dong Son, hi ha una sèrie de figures de granotes, que generalment significa que el tambor es considera «mascle», en contrast amb el tambor «femella» sense granotes. Com a objectes rituals també inclouen els tambors prims de bronze amb forma de rellotge de sorra «moko» de l'arxipèlag indonesi oriental Alor. Fins i tot a les remotes regions muntanyenques del nord-est de Vietnam, els pobles minoritaris encara honoren els tambors de bronze. La col·lecció més gran de tambors de bronze vietnamites la trobem al Museu Nacional d'Història a Hanoi, i la col·lecció més gran del món amb 560 còpies (a partir de 1988) la trobem al Museu Provincial de la regió autònoma de Guangxi.
Els gongs xinesos de bronze els trobem en alguns pobles minoritaris com els Miao, Yao o Zhuang al sud del país. El seu diàmetres sol estar entre els 50 i els 100 centímetres. A les vores oposades hi ha dues nanses per subjectar una corretja de transport. La placa sol estar decorada amb una estrella de dotze puntes al centre i motius geomètrics en varis cercles concèntrics. De quatre a sis granotes petites es distribueixen simètricament a la vora. El gong perol més antic del sud de la Xina data del segle VI a.C. i es va localitzar a la província de Yunnan. Està decorat amb una estrella de vuit puntes, però encara no compta amb figures a la vora. El 1961 es va descobrir al nord de Tailàndia un tambor perol especialment petit, de 29 centímetres d'alçada i 44 centímetres de diàmetres superior.
El naturalista Georg Eberhard Rumpf va portar el primer tambor de bronze a Europa el 1682 i l'entregà a Cosme III de Mèdici, al Gran Ducat de Toscana. Rumpf fou també el primer en descriure la lluna de Pejeng», el tambor de bronze més gran conegut. El seu nom es deu a la ubicació en un petit edifici al pati del temple de al districte de Gianyar a Bali. Té un diàmetre de 1,6 metres i una alçada de 1,86 metres, i la forma s'apropa del tipus «moko».
Un cas límit entre un gong idiofònic (amb so propi) i un tambor amb membrana vibratòria és el gran perol circular de coure mizhavu del sud de l'Índia, del que la pell estesa damunt una petita obertura és picada amb les mans.

## Gong simfònic o tam-tam
El tam-tam és un instrument de percussió que és un disc de bronze amb les vores una mica corvades cap a l'interior, que es colpeja amb una maça sovint recoberta de feltre, encara que també pot ser de fusta o metall, segons la sonoritat que es vulgui obtenir. En la classificació de Hornbostel-Sachs, és un idiòfon de percussió amb cavitat. És un instrument amb afinació indeterminada, de mides considerables, que pot tenir diversos diàmetres, segons l'altura del so, com més greu, més gran serà el diàmetre. En la fabricació és important tenir en compte les proporcions de l'aliatge per obtenir el so llarg i sostingut. Aquests instruments van començar a formar part de l'orquestra occidental al segle xx, com a adaptació de l'antic gong provinent de l'Àsia oriental. Els tam-tams xinesos solen tenir gravat un drac a la part superior.
Si volem parlar del gong simfònic, indiscutiblement haurem de fixar-nos en els creadors d'aquest: Paiste. Aquesta casa alemanya especialitzada en instruments de percussió (especialment metalls), va fer en el seu moment un rigorós estudi de treball de camp, contrastant i aprenent de les diferents cultures del Sud Est Asiàtic que usen el gong des de fa 4.000 anys. No obstant això podem trobar de diferents tipus segons la procedència.
L'art de confecció d'un gong, saviesa transmesa de generació en generació al llarg dels temps, se li ha atribuït poders màgics, i només algunes famílies sabien com fer-los. Una secreta aliatge de metalls, juntament amb multitud de «cops» (escampats d'una manera molt concreta al voltant del centre del gong), proveeixen al gong simfònic de possibilitats il limitades, per un especial timbre harmònic, característica sensibilitat de vibració, al mateix temps que un fort i poderós so.
Van tenir un ús ritualitzat des dels inicis, fins avui dia: Utilitzat per ritus en moments de traspàs com funerals o celebracions, teatre, música, amb un fort significant per a les cultures asiàtiques, on avui en dia l'alta cultura l'utilitza com a instrument d'orquestra.
Actualment també s'utilitza com a instrument en el camp de la musicoteràpia, pel fort efecte que exerceix sobre la ment i el cos. En la metodologia desenvolupada pel psiquiatre alemany Peter Hess, El Ritual del Gong, el gong, juntament amb el monocordi, la tampura, la taula, el didjeridú, i la percussió oceànica, permetria accedir a nivells profunds de la consciència, revivint records associats amb les matrius perinatals: Primeres fases de l'existència a l'úter matern i procés de part. És un instrument molt útil en el camp de la meditació, ja que el so provoca un estat modificat de la consciència instantani, no obstant això, per aquesta mateixa raó, i perquè l'ús sigui terapèutic, ha de ser usat en un marc controlat, amb finalitats terapèutiques, i que permeti integrar l'experiència viscuda.